# Puschkin-Museum

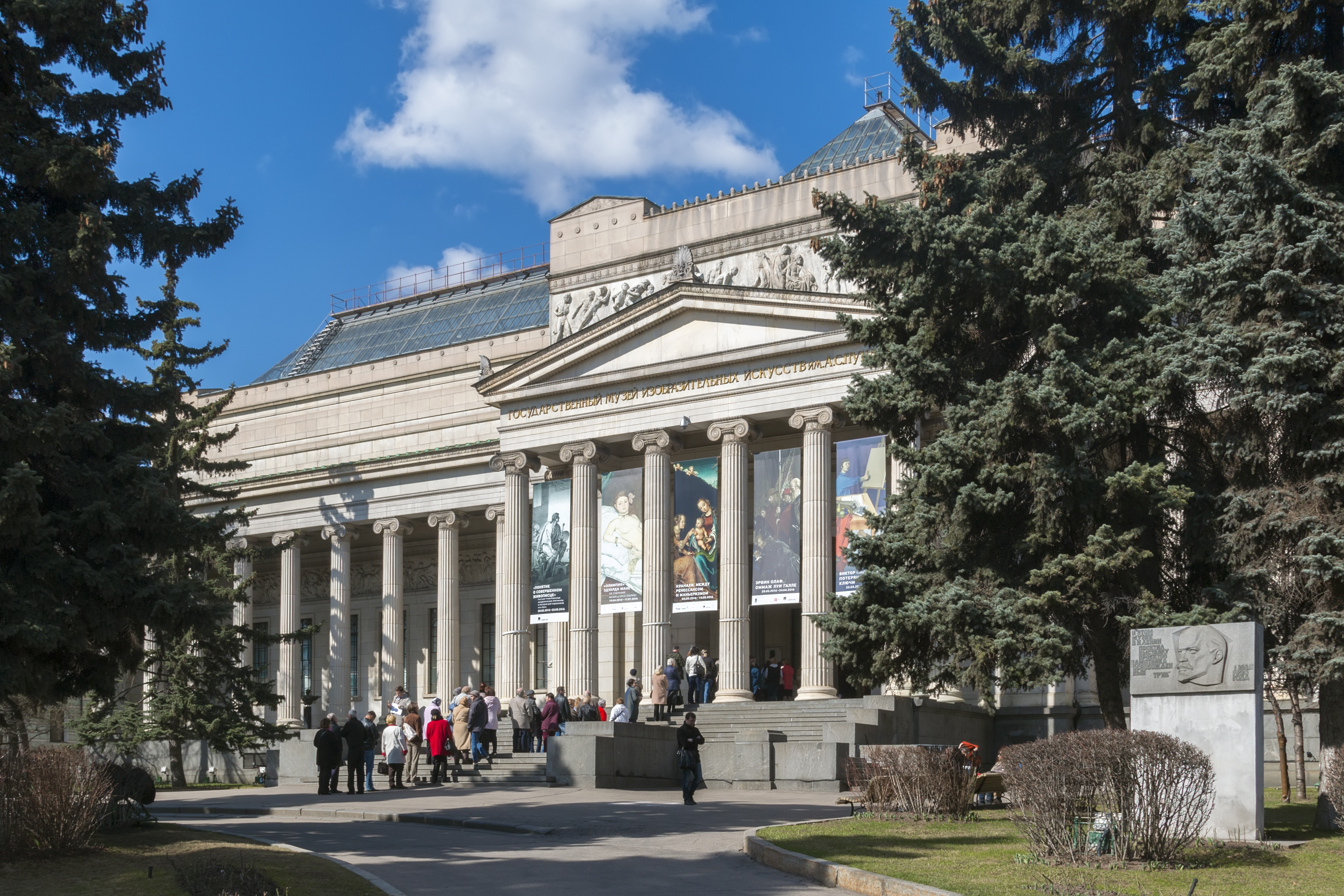
Puschkin-Museum (2016)

Das Staatliche Museum für Bildende Künste A. S. Puschkin (russisch Государственный музей изобразительных искусств имени А. С. Пушкина), kurz Puschkin-Museum, in der russischen Hauptstadt Moskau ist eines der bedeutendsten Kunstmuseen der Welt. Seit 1937 trägt es den Namen des russischen Nationaldichters Alexander Sergejewitsch Puschkin.

## Gründung
Die Ideen für ein bürgerliches Bildungsmuseum geht zurück in die 1850er Jahre; ein wichtiger Anstoß war 1862 die Überführung der Kunstsammlung des Grafen Nikolai Petrowitsch Rumjanzew von Sankt Petersburg nach Moskau, die dort in einem eigenen Museum ausgestellt wurden.
Da das sogenannte Rumjanzew-Museum ständig unter Mangel an Finanzen und Ausstellungsfläche litt, entstand unter seinem Direktor Iwan Wladimirowitsch Zwetajew, der auch Professor an der Moskauer Universität war, eine Initiative, die den Stein zur Gründung des Museums endgültig ins Rollen brachte. Er überwand alle Hindernisse und sammelte die Mittel für einen neuen Museumsbau. Die Grundsteinlegung erfolgte 1898, nach Plänen des Architekten Roman Klein mit Beteiligung der Ingenieure Wladimir Schuchow und Iwan Rerberg. Nach einer Bauzeit von 14 Jahren konnte das Museum am 31. Mai 1912 feierlich eröffnet werden.
Bei der Eröffnung am 31. Mai 1912 hieß es Museum für Schöne Künste Kaiser Alexanders III. an der Kaiserlichen Universität Moskau, von 1917 bis 1923 Museum für Schöne Künste an der Universität Moskau, von 1923 bis 1932 Staatliches Museum für Schöne Künste und von 1932 bis 1937 Staatliches Museum für Bildende Künste. 1937, hundert Jahre nach dem Tod von Alexander Sergejewitsch Puschkin, bekam es seinen heutigen Namen nach dem russischen Nationaldichter. Von 1961 bis 2013 wurde das Museum von Irina Antonowa geleitet, ihre Nachfolgerin als Direktorin ist Marina Loschak.

## Sammlungsgeschichte

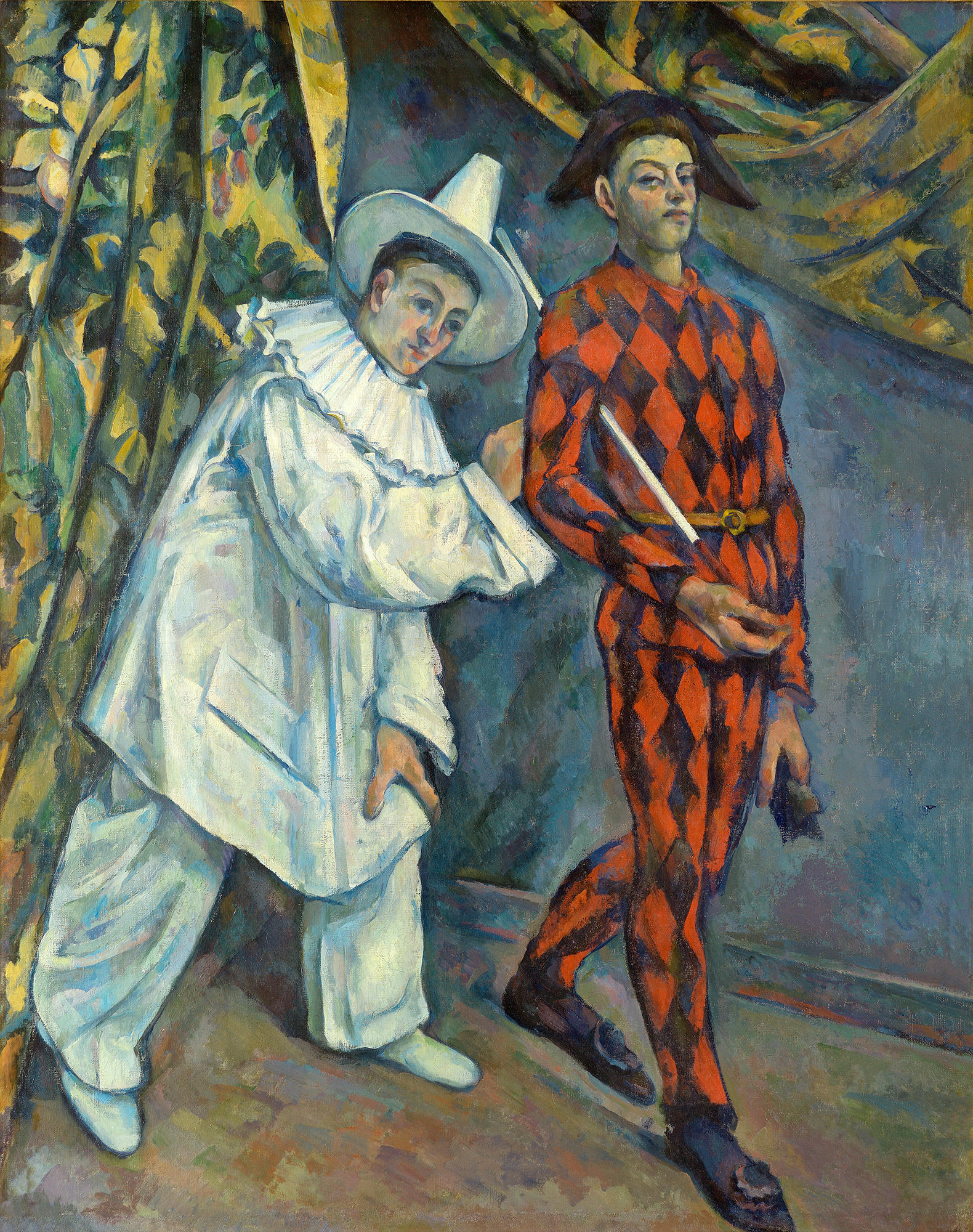
Paul Cézanne: Pierrot und Harlekin (1888)

Den Grundbestand der Sammlung bildeten Gipsabgüsse berühmter Skulpturen der westlichen Kunst aus Mittelalter und Renaissance. Aber dass man sich nicht nur mit Kopien begnügen wollte, zeigte bereits die Tatsache, dass von Anfang an auch eine ansehnliche Sammlung altägyptischer Originale, die Zwetajew 1909 von dem Ägyptologen Wladimir Semjonowitsch Golenischtschew erworben hatte, und 12 frühe italienische Gemälde, die der russische Diplomat M. S. Schtschukin, Generalkonsul in Triest, gestiftet hatte, ausgestellt werden konnten. Dieser Gemäldebestand konnte in den Folgejahren kontinuierlich ausgebaut werden und entwickelte sich zum bedeutendsten und international bekanntesten Sammlungsteil des Museums.
Weitere Zugänge erfolgten in der Folgezeit aus der Eremitage und in großem Maße auch durch reichliche Stiftungen zahlreicher Kunstsammler. Nach der Oktoberrevolution wuchs dann durch Enteignungen der Bestand in einem rapiden Tempo an. Neben Übersendung ganzer Kollektionen aus privater Hand, wurden auch die Gemälde der westeuropäischen Schulen aus dem Rumjanzew-Museum und der Tretjakow-Galerie übernommen. In der Folgezeit konnten aus privater Hand auch weiterhin Werke erworben werden, doch wuchs die Sammlung ab den 30er Jahren nur noch in kleinen Schritten an.
Während des Zweiten Weltkriegs wurden die Bestände ins Landesinnere ausgelagert. Das Gebäude wurde schwer beschädigt, ab 1944 begannen die Wiederaufbauarbeiten.
In der Folgezeit gelangten neben den eigenen Beständen auch zahlreiche Bestände aus deutschen und anderen europäischen Sammlungen an das Museum, von denen nicht alle an ihre rechtmäßigen Besitzer zurückgegeben wurden. Der Streit um diese sogenannte Beutekunst, der nicht nur deutschen, sondern auch ungarischen, niederländischen und französischen Besitz betrifft, dauert derzeit noch an. 1948 brachte die Entscheidung, die Bestände des „Museums der Neuen Westeuropäischen Kunst“ auf das Puschkin-Museum und die Eremitage aufzuteilen, dem Museum noch einmal einen bedeutenden Zuwachs an Kunstwerken, insbesondere die bekannte Sammlung von Werken des französischen Impressionismus.
Seit 1996 wird dort auch der Schatz des Priamos, Heinrich Schliemanns Fundstücke aus dem alten Troja, ausgestellt. 2007 wurden auf der Merowinger-Ausstellung unter anderem Beutekunst gezeigt, die vor 1945 Bestandteile der Sammlung des Museums für Vor- und Frühgeschichte in Berlin waren, wie beispielsweise der Eberswalder Goldschatz, die Schwertscheide von Gutenstein, das Depot I von Dieskau und der Goldfund von Cottbus. 2016 wurden 59 Statuen, die ehemals im Bode-Museum in Berlin standen, im Puschkin-Museum in Moskau wiedergefunden.

## Abteilungen
Der Kunst und anderen Kulturgütern sind folgende Abteilungen gewidmet:
- Abteilung des Alten Orients
- Abteilung für Kunst und Archäologie der Antike
- Abteilung für die Kunst der Alten Meister
- Abteilung für die europäische und amerikanische Kunst des 19. und 20. Jahrhunderts
- Grafikabteilung
- Abteilung für Numismatik
- Sammlungen aus Privatbesitz
- Handschriftenzimmer
- Abteilung für Musikkultur
- Abteilung für fotografische Kunst

Auf die Bildung ausgerichtet sind das Lehrmuseum für Kunst I. W. Zwetajew, das Zentrum für Kunsterziehung von Kindern und Jugendlichen „MUSEION“, die wissenschaftliche Bibliothek und die Abteilung für wissenschaftliche Popularisierung. Ferner gibt es eine Redaktions- und Verlagsabteilung sowie jeweils eine Abteilung für Erfassung und Komplettierung, Restauration und Konservierung, Ausstellungen, Bereitstellung von Informationen, visuelle Informationen, PR und Entwicklung, Auslandsbeziehungen.

## Sammlungen der Gemäldegalerie
In der Sammlung findet man einen bedeutenden Querschnitt durch die westeuropäische Kunstgeschichte. Im Nachfolgenden werden einige herausragende Künstler, teilweise mit Werksauswahl, aufgeführt. Die Liste ist nicht vollständig:

### Italienische Malerei 13. bis 18. Jahrhundert

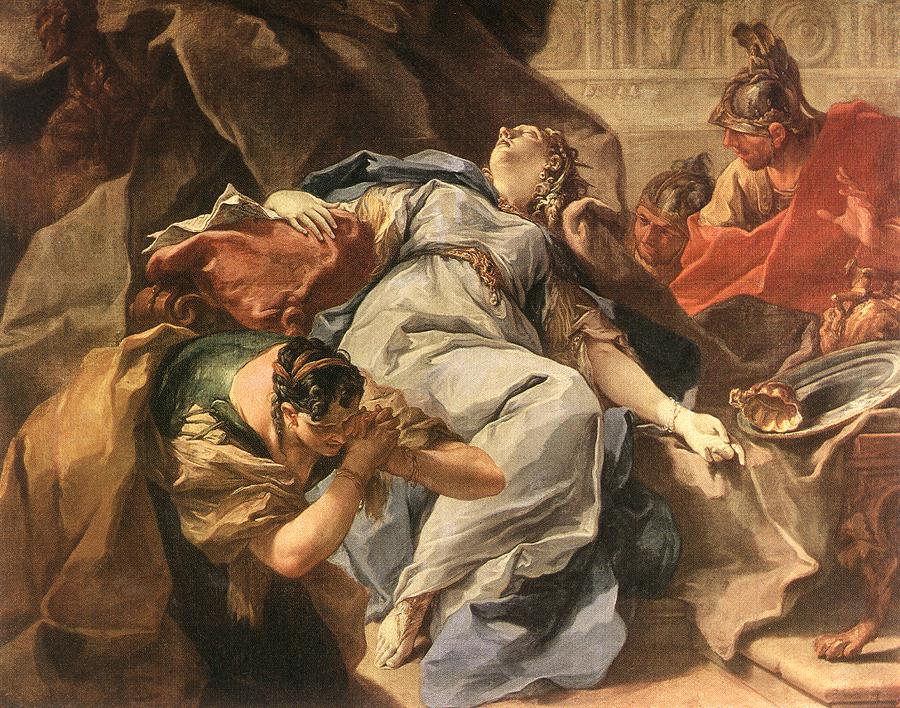
Giambattista Pittoni:
Tod Sophonisba

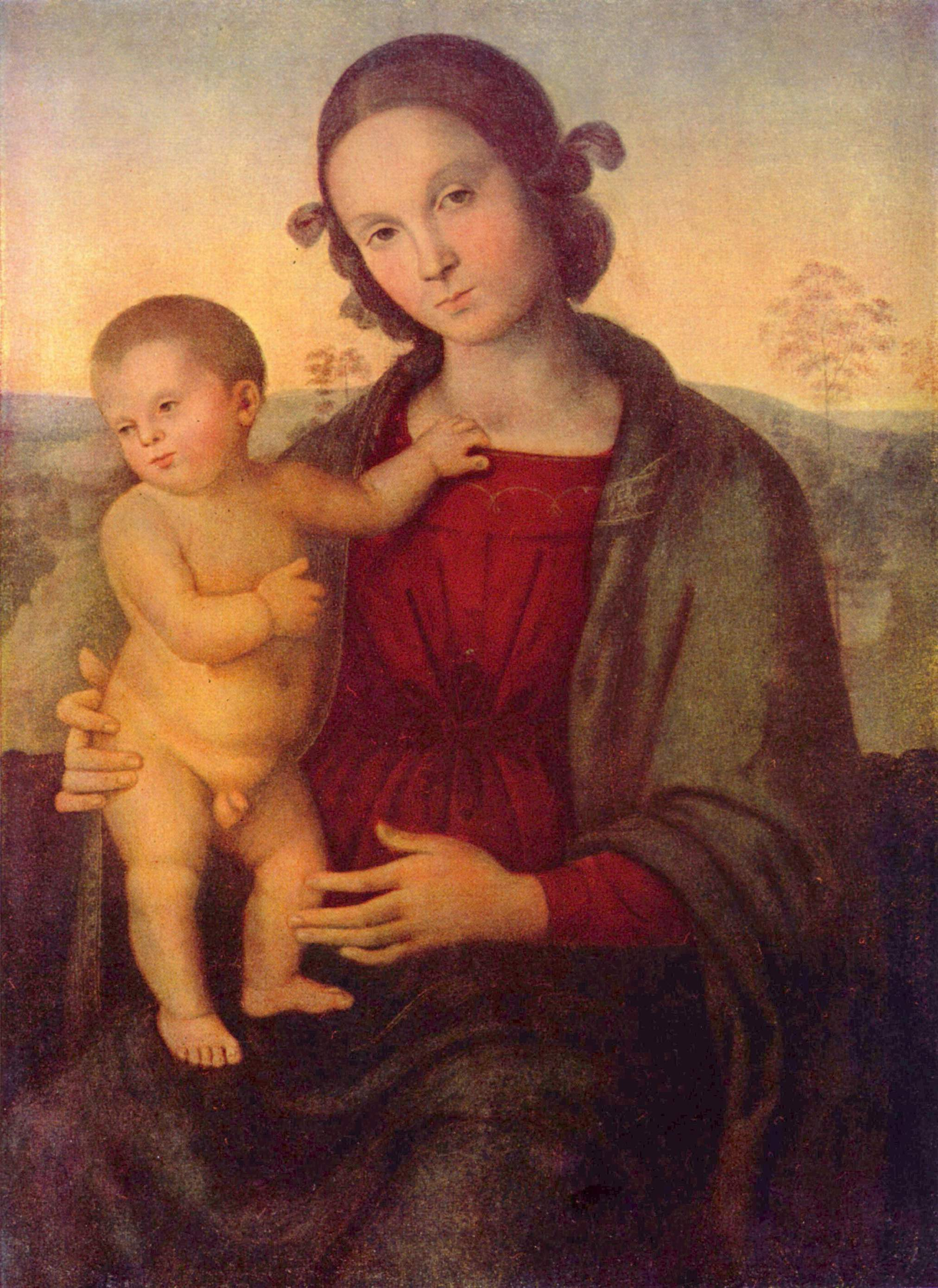
Pietro Perugino:
Maria mit dem Kinde

- Giovanni Battista Pittoni: Tod Sophonisba
- Segna di Bonaventura: Kreuzigung; Maria mit dem Kinde
- Lippo Memmi
- Bernardo Daddi
- Sano di Pietro: Hinrichtung Johannes des Täufers
- Neri di Bicci
- Sassetta: Hl. Laurentius; Hl. Stephanus
- Bartolomeo Vivarini
- Botticelli: Verkündigung
- Cima da Conegliano: Kreuzabnahme; Christus auf dem Thron
- Perugino: Maria mit dem Kinde
- Marco d’Oggiono
- Cesare da Sesto
- Giovanni Antonio Boltraffio
- Bernardino Luini
- Paris Bordone: Maria mit dem Kinde und Heiligen
- Sebastiano del Piombo: Bildnis des Kardinals Pallavicini
- Paolo Veronese: Minerva; Ruhe auf der Flucht nach Ägypten
- Lorenzo Lotto: Maria mit dem Kinde
- Dosso Dossi
- Giulio Romano: Fornarina
- Parmigianino: Mystisches Gelöbnis der hl. Katharina
- Agnolo Bronzino: Hl. Familie; Cosima de Medici
- Guido Reni
- Guercino: Hl. Sebastian
- Pietro da Cortona
- Carlo Maratti
- Carlo Dolci
- Domenico Fetti: David mit dem Haupt Goliaths
- Bernardo Strozzi: Kokette Alte; Wundersame Speisung; Astronom und Schüler
- Salvator Rosa
- Luca Giordano
- Bernardo Cavallino
- Giuseppe Maria Crespi
- Alessandro Magnasco
- Giovanni Battista Tiepolo: Maria mit dem Kinde und Heiligen; Zwei Heilige; Tod der Dido
- Giovanni Domenico Tiepolo
- Sebastiano Ricci
- Bernardo Bellotto, genannt Canaletto
- Francesco Guardi

### Spanische Malerei
- Jusepe de Ribera: Apostel Jakobus d.Ä.; Der hl. Antonius der Einsiedler
- Bartolomé Esteban Murillo: Kleine Früchteverkäuferin
- Francisco de Zurbarán: Jesuskind; Maria mit dem Kinde
- Antonio de Pereda

### Altniederländische Malerei
- Cornelis Engelbrechtsen
- Jacob van Oostsanen
- Jan Mostaert
- Michel Sittow: Kreuztragung
- Herri met de Bles: Gang nach Golgatha
- Adriaen Isenbrant
- Joos van Cleve
- Anthonis Mor
- Adrian Key
- Joachim Bueckelaer: Auf dem Markt
- Jan Gossaert: Bildnis eines Mannes

### Flämische Malerei des 16./17. Jahrhunderts
- Peter Paul Rubens: Bacchanal; Seligsprechung der Infantin Isabella; Bildnis einer Frau; Das Abendmahl; Musius Scaevola
- Anthonis van Dyck: Bildnis des Jan van den Wouwer
- Jacob Jordaens: Der Satyr beim Bauern; Odysseus in der Höhle Polyphems; Flucht nach Ägypten
- Jan Brueghel d. Ä.
- Frans Snyders: Stillleben mit Schwan
- Jan Fyt
- Daniel Seghers
- Adriaen Brouwer: Der Schreiber; Rauferei
- David Teniers der Jüngere: Die Versuchung des heiligen Antonius

### Niederländische Malerei des 17. Jahrhunderts
- Dirck Hals
- Pieter Codde

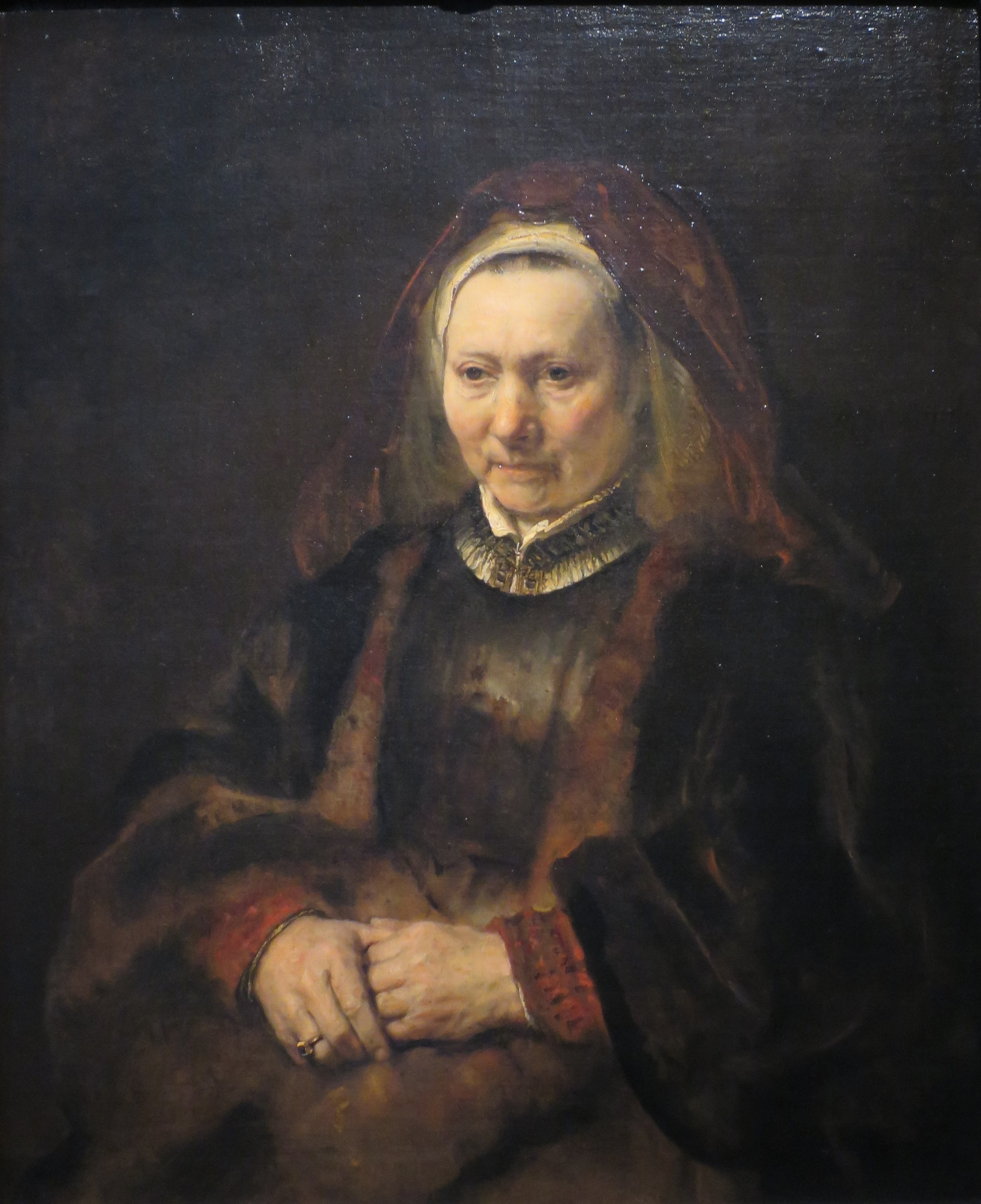
Rembrandt:
Sitzende alte Frau

- Hendrick Avercamp: Schlittschuhlaufen
- Jan van Goyen: Ansicht des Flusses Waal bei Nijmegen; Heumahd
- Salomon van Ruysdael: Flusslandschaft; Übersetzen über den Fluss
- Jacob Izaaksoon van Ruisdael: Blick auf das Dorf Egmond
- Jan van Kessel
- Nicolaes Pieterszoon Berchem
- Jan Both
- Jan Weenix
- Simon de Vlieger
- Paulus Potter
- Aelbert Jacobsz. Cuyp
- Jan Steen: Bauernhochzeit; Fröhliche Gesellschaft
- Adriaen van Ostade: In der Schenke; Prügelei; Ländliches Fest; Flötenspieler
- Gabriel Metsu: Arbeitendes Mädchen; Das Duett
- Gerard Terborch: Dame mit Fächer; Musikstunde
- Pieter de Hooch: Morgen eines jungen Mannes; Das kranke Kind
- Emanuel de Witte: Hafenmarkt; Kircheninterieur
- Pieter Claesz
- Willem Claesz Heda
- Abraham van Beyeren
- Willem Kalf
- Rembrandt: Vertreibung der Händler aus dem Tempel; Der ungläubige Thomas; Bejahrte Frau; Alte Frau; Bildnis des Adriaen van Rijn; Ahaswer, Haman und Esther
- Salomon Koninck
- Aert de Gelder: Loth und seine Töchter
- Gerbrand van den Eeckhout
- Carel Fabritius: Hera
- Nicolaes Maes
- Govaert Flinck

### Deutsche Malerei
- Meister von Schloss Liechtenstein
- Johann Koerbecke
- Meister von Meßkirch

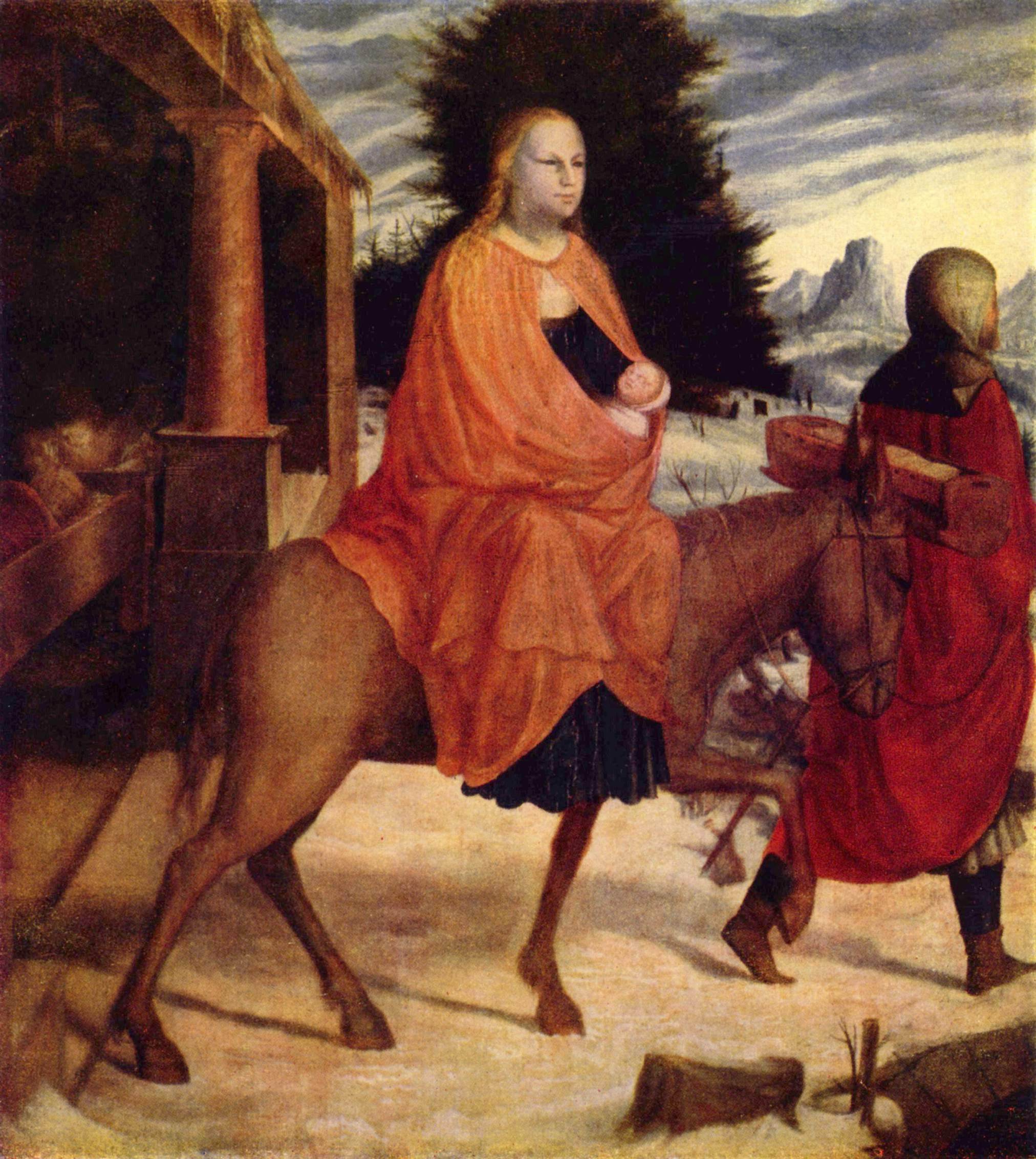
Monogrammist AB:
Die Flucht nach Ägypten

- Hans Süß von Kulmbach: Kreuzigung mit Stiftern
- Monogrammist AB
- Lucas Cranach d. Ä.: Maria mit dem Kinde; Früchte der Eifersucht;Verbrennung von Husschriften vor einem Fürsten
- Adam Elsheimer: Tobias und der Engel
- Hans Rottenhammer: Ruhe auf der Flucht nach Ägypten
- Anton Raphael Mengs
- Angelika Kauffmann
- Jakob Philipp Hackert
- Anton Graff
- Caspar David Friedrich: Gebirgslandschaft
- Arnold Böcklin: Frühling
- Adolph Menzel: Im Luxembourggarten; Wanderzirkus
- Max Liebermann: Mädchen mit Kuh

### Englische Malerei
- George Romney
- John Constable

### Französische Malerei des 17./18. Jahrhunderts
- Simon Vouet
- Valentin de Boulogne
- Nicolas Poussin: Kampf Josuas gegen die Amoriter; Rinaldo und Armida; Großmut des Scipio; Landschaft mit Herkules und Cacus
- Claude Lorrain: Morgen; Abend; Raub der Europa
- Sébastien Bourdon
- Eustache Le Sueur
- Charles Lebrun
- Pierre Mignard
- Nicolas de Largillière
- Jean-Antoine Watteau: Biwak; Satire auf die Ärzte
- Nicolas Lancret: Dame im Garten; Gesellschaft am Waldesrand
- Jean-Baptiste Pater
- François Boucher: Herakles und Omphale; Jupiter und Kallisto; Landschaft mit Eremiten
- Jean Siméon Chardin
- Jean-Honoré Fragonard: Am Feuer; Leierkastenspielerin
- Hubert Robert
- Jacques-Louis David: Andromache an der Leiche Hektors; Selbstbildnis

### Französische Malerei des 19. Jahrhunderts
- François Gérard
- Pierre Paul Prud’hon
- Jean Auguste Dominique Ingres
- Eugène Delacroix
- Théodore Géricault
- Théodore Rousseau
- Jules Dupré
- Charles-François Daubigny

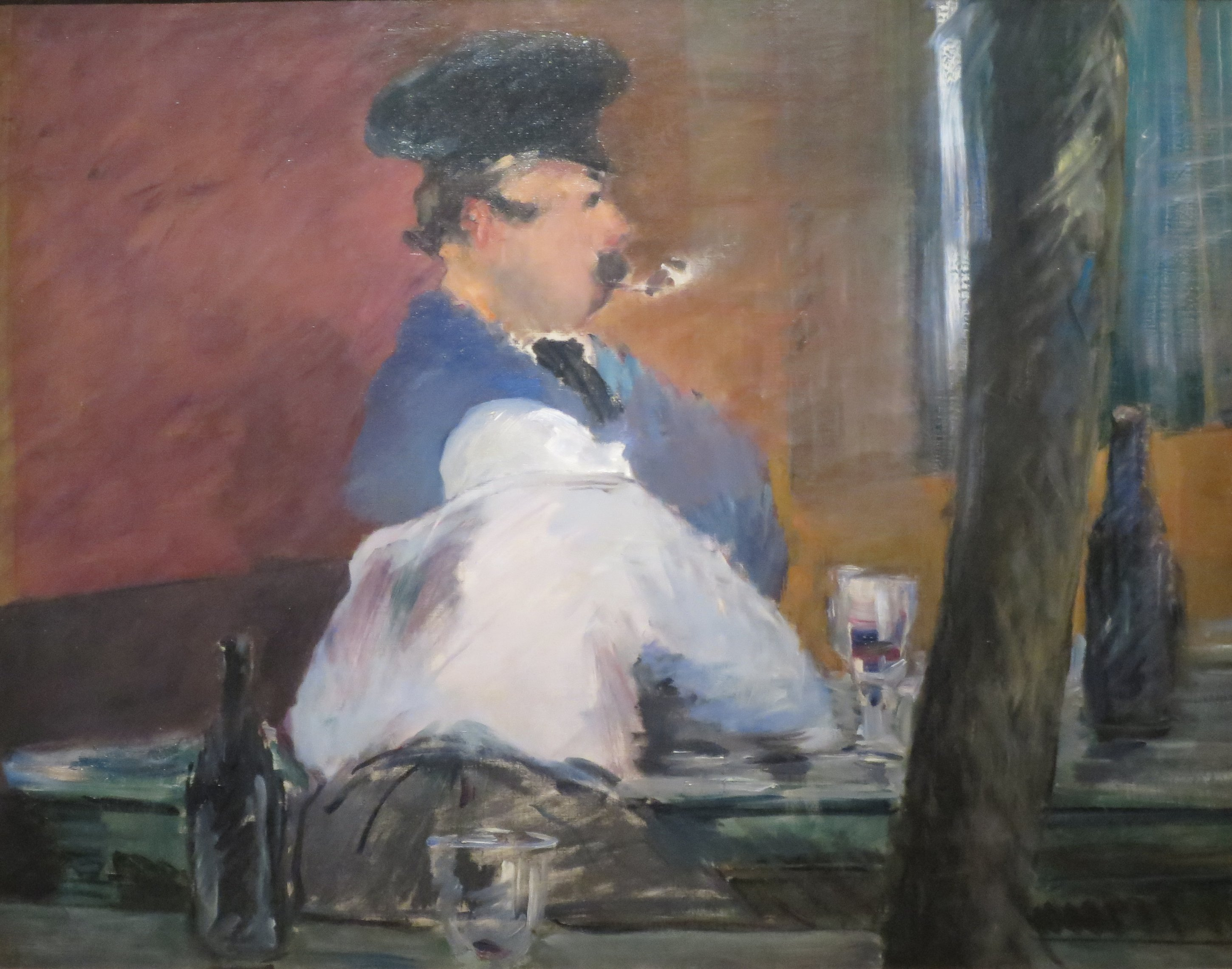
Édouard Manet:
Landgasthaus

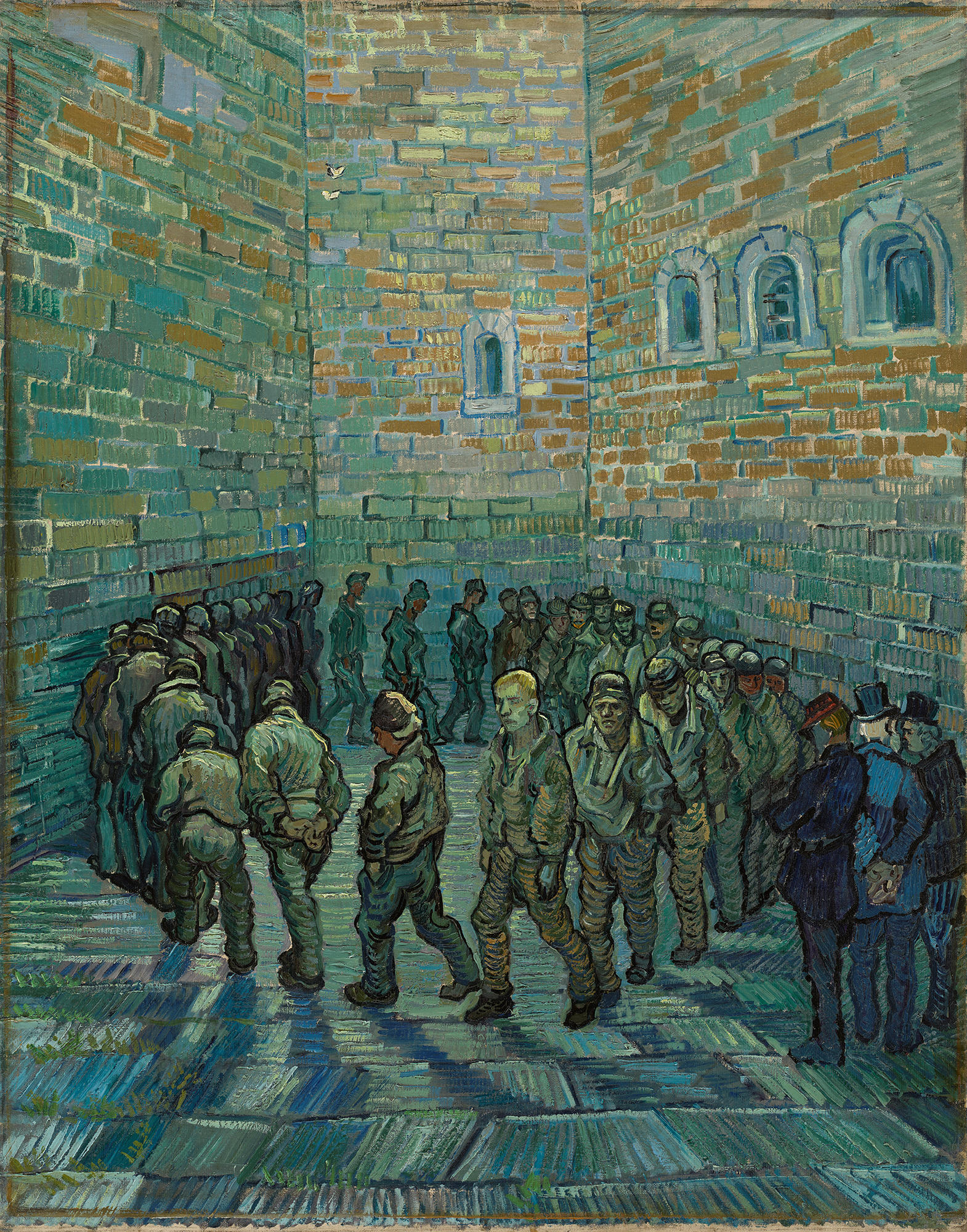
Vincent van Gogh:
Runde der Gefangenen

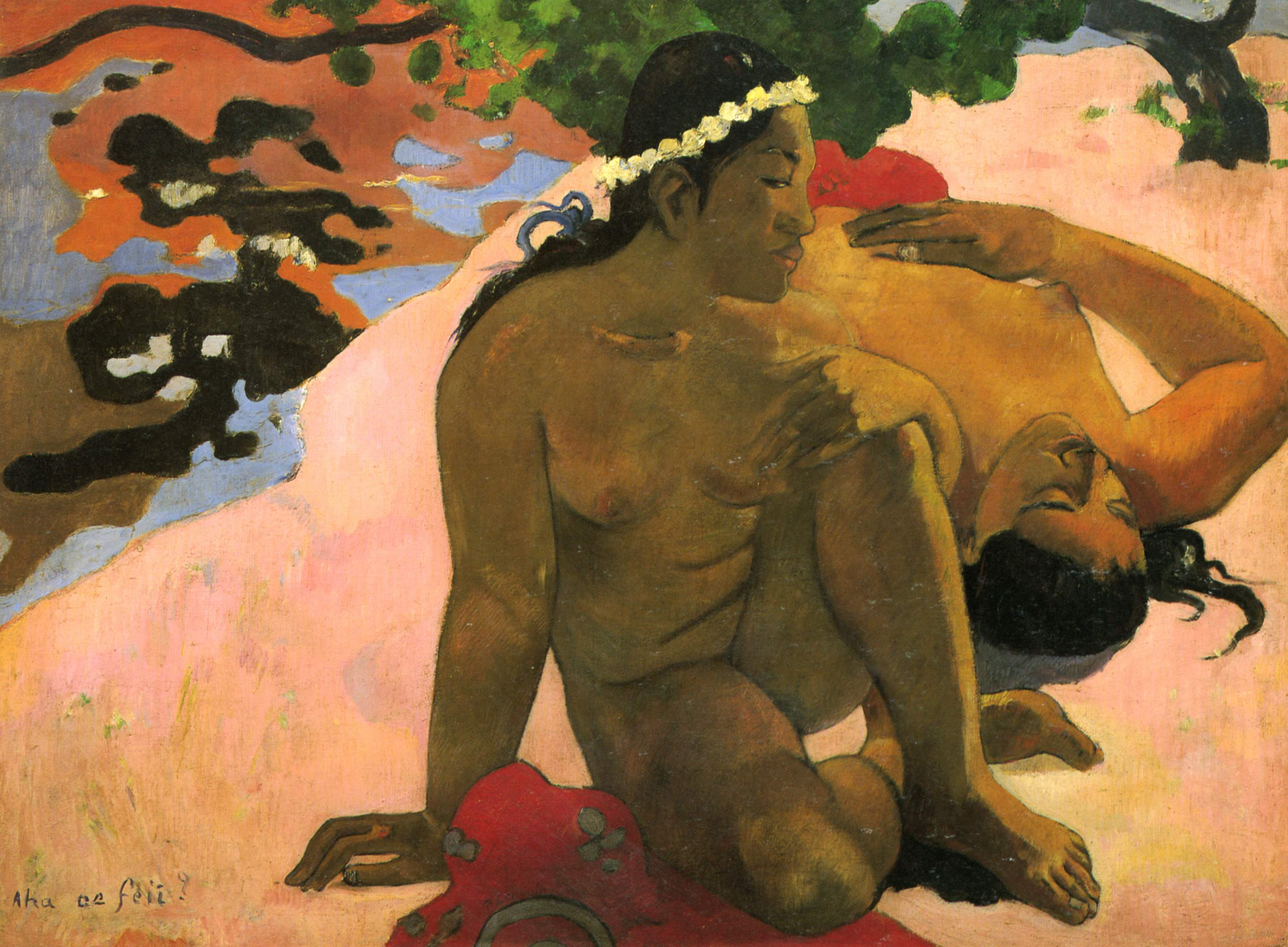
Paul Gauguin:
Bist du eifersüchtig?

- Jean-Baptiste-Camille Corot: Italienische Fortezza; Windstoß; Heufuhre
- Gustave Courbet: Hütte im Gebirge
- Jean-François Millet: Schober; Reisigsammlerin
- Édouard Manet: Landgasthaus; Bildnis Antonin Proust; Bildnis der Tänzerin Rosita Mauri
- Claude Monet: Frühstück im Gras; Boulevard des Capucines; Möwen, Kathedrale von Rouen am Mittag
- Camille Pissarro: Avenue de l’Opera in Paris; Gepflügter Acker
- Alfred Sisley: Frost in Louveciennes
- Pierre-Auguste Renoir: La Grenouillère; Weiblicher Akt Anna; Bildnis Jeanne Samary; Moulin de la Galette; Zwei Mädchen in Schwarz
- Edgar Degas: Einreiten der Rennpferde; Tänzerin beim Fotografen; Sitzende, sich den Fuß abtrocknend; Sitzende, sich den Rücken waschend; Tänzerinnen bei der Probe; Tänzerinnen in Blau
- Paul Cézanne: Interieurszene; Ebene am Sainte-Victoire; Brücke über einen Teich; Blumen; Pfirsiche und Birnen; Pierrot und Harlekin; Badende Männer; Selbstbildnis; Raucher
- Henri de Toulouse-Lautrec: Die Sängerin Yvette Guilbert
- Vincent van Gogh: Das Meer bei Saintes-Maries; Rote Weingärten in Arles; Gefängnisrundgang; Bildnis Dr. Rey
- Paul Gauguin: Café in Arles; Blumenstrauß; „Sie heißt Vairaumati“; Frau des Königs; Die Furt; Tahitianer in einem Raum; Fruchternte; Der große Buddha
- Édouard Vuillard: Im Garten

### Europäische Malerei des 20. Jahrhunderts
- Henri Rousseau: Brücke in Sèvres; Muse und Dichter
- Pablo Picasso: Wandernde Akrobaten; Alter Jude mit Knaben; Spanierin von Mallorca; Akrobatin auf einer Kugel; Bildnis Amboise Vollard; Dame mit Fächer
- Maurice de Vlaminck
- André Derain
- Paul Signac
- Pierre Bonnard
- Edvard Munch
- Albert Marquet
- Henri Matisse: Statuette und Vase auf orientalischem Teppich; Atelier des Künstlers; Goldfische; Tanz um die Kapuzinerkresse
- Maurice Utrillo
- Georges Braque
- Fernand Léger
- Giorgio de Chirico
- Raoul Dufy
- Rockwell Kent
- Renato Guttuso
- Joan Miró

## Direktoren
- Iwan Zwetajew (1912–1913)
- Wladimir Malmberg (1913–1921)
- Wladimir Giazintow (1921–1923), amtierend
- Nikolai Romanow (1923–1928)
- Fjodor Iljin (1928–1929)
- Wjatscheslaw Polonski (1929–1932)
- Boris Etingof (1932–1933)
- Iossif Byk-Bek (1933–1935)
- Alexei Wassiljew (1935–1936)
- Wladimir Ejfert (1936–1939)
- Iwan Korotkow (1939–1944)
- W. N. Krylowa (1941–1942), amtierend
- Sergei Merkurow (1944–1950)
- Nikolai Slonewski (1950–1954)
- Alexander Samoschkin (1954–1961)
- Irina Antonowa (1961–2013)
- Marina Loschak (2013–2023)[5]
- Jelisaweta Lichatschowa (2023–2025)
- Olga Galaktionowa (ab 2025)[6][7]